# Eurymeros mangifera
Eurymeros mangifera är en stekelart som beskrevs av Sharma 1983. Eurymeros mangifera ingår i släktet Eurymeros och familjen bracksteklar. Inga underarter finns listade i Catalogue of Life.